# مسجد البيعة
مسجد البيعة ويطلق عليه مسجد العقبة، وهو مسجد بناه أبو جعفر المنصور سنة 144هـ في المكان الذي اجتمع فيه النبي محمد مع الأنصار حيث بايعوه بيعة العقبة.
المسجد مكون من ساحة مكشوفة تتقدمها مظلة، ويقع المسجد أسفل وادي منى، على بعد 300 متر من جمرة العقبة على يمين الجسر.

## الموقع الجغرافي
يقع مسجد البيعة بمنى بمكة المكرمة، ولم يختلف المهتمون بتاريخ مكة على تحديد موضع المسجد قديمًا وحديثًا ومنهم: الأزرقي الفاكهي، الفاسي، الزواوي المكي، القطبي، ونُقل عنهم في الكتب الحديثة.
"ويقع بناء مسجد البيعة، على يسار الذاهب إلى منى، وراء جمرة العقبة الكبرى، بيسير باتجاه مكة المكرمة، وفي شعب من شعاب جبل ثبير، على يسار الداخل إلى منى". "وحدد القطبي رحمه الله، موضع المسجد بنفس المكان وقال:" بينه وبين العقبة الكبرى، التي هي حد ممنى، غلوة سهم أو أكثر، وغلوة السهم يعني بها رمية سهم، وحدد موضعه الأستاذ حمد الجاسر، فقال: قبل العقبة في شعب على اليسار"

## الموقع والبناء والتسمية
يقع مسجد البيعة في أسفل جبل ثبير مما يلي منى، وسمي بـ (البيعة) بمبايعة الأنصار لرسول الله صلى الله عليه وسلم بحضور عمه العباس بن عبد المطلب، في السنة الثالثة عشرة من  البعثة حيث بايعوه على الإسلام، ودعوه للهجرة إلى المدينة لمؤازرته ونصرته، وعرفت تلك البيعة باسم بيعة العقبة لأنها تمت في الشعب الذي عند عقبة منى، وبني المسجد في عهد الخليفة العباسي أبي جعفر المنصور سنة 144هـ/761م، واتضح ذلك في نقشين كتابيين: أحدهما مثبت في جداره القبلي، والآخر في الجدار الجنوبي، وأجريت للمسجد عمارة أخرى في عهد الخليفة العباسي المستنصر بالله أبي جعفر منصور الظاهر عام 625هـ/1227م، وشهد عدة  تجديدات خلال العصر الإسلامي.

## عمارة المسجد قديمًا
ليس هناك نص في مخطوط أو كتاب قديم يصف مبنى المسجد من ناحية مادة البناء، وكم يبلغ طول البناء وعرضه، إلا أن أن الفاسي في كتابه شفاء الغرام ذكر أن مسجد البيعة قد تم تعميره في عهد الخليفة المستنصر العباسي عام 629هـ، كما أن الفاسي قدم وصفًا لبناء مسجد البيعة ولم يحدد هل هو بناء الخليفة أبو جعفر المنصور أم هو الترميم الذي قام به الخليفة المستنصر العباسي، وفي ذلك قال الفاسي:«وصفة هذا المسجد، رواقان كل منهما مسقوف بثلاث قبب، على أربعة عقود، وخلفها رحبة، وله بابان في الجهة الشامية، وبابان في الجهة اليمانية، وطول الرواق المتقدم من الجهة الشامية إلى الجهة اليمانية ثلاثة وعشرون ذراعا، وعرضة أربعة عشر ذراعا، والرواق الثاني نحو ذلك، وطول الرحبة من جدارها الشامي إلى اليماني، أربعة وعشرون ذراعا ونصف ذراع، وعرضها ثلاثة وعشرون ذراعا ونصف ذراع، وطول المسجد من محرابه إلى آخر الرحبة ثمانية وثلاثون ذراعا وسدس، الجميع بذراع الحديد، وأبواب كل رواق التي يدخل منها إلى الأرض ثلاثة، وأكثر هذا المسجد الآن متخرب وكان تحرير ما ذكرنا بحضوري»

## مبنى المسجد حديثًا
ويقصد ببناء المسجد حديثًا هنا ما أجري عليه من عمارة وترميم في عهد الملك فهد بن عبد العزيز آل سعود الذي شهد عهده تقدمًا معماريًا وحضاريًا، ورغم ذلك فإن مبنى مسجد البيعة في ذلك الوقت ظل على حدوده التي أقيم عليها، وأجري حوله بعض الإصلاحات، وبني حوله سور حديد، وبني بجواره خزان للمياه؛ ليخدم ضيوف الرحمن في أيام التشريق.

### الموقع
«يقع مبنى مسجد البيعة في سفح جبل ثبير وأطلق عليه الأزرقي شعب البيعة أو شعب الأنصار، على يمين النازل من منى إلى مكة المكرمة، وعلى يسار الصاعد إلى منى، ويبعد عن الجمرة الكبرى حاليًأ بمقدار كيلو متر تقريباً، ويفصل بينهما شارع مرصوف عرضه حوالي 100 متر تقريباً، ويحيط بالمسجد من ثلاث جهات جبل ثبير، من جهة الشمال، ومن جهة الشرق، ومن جهة الشمال الشرقي، أما من جهة الجنوب، فقد بنى حديثا خزان للمياه، يفصل بينه وبين المسجد شارع عرضه 7,20 مترا تقريبا، ويؤدي خزان المياه خدمات جليلة لضيوف الرحمن، في فترة أيام التشريق بمنى، حيث يكثر عدد الوافدين لأداء مناسك الحج، ويوجد رحبة أمام جهة محراب الصلاة طولها 45 مترا، وعرضها يمتد إلى الجهة الشمالية من المسجد بمقدار 45 متر تقريبا»

### المساحة
تقدر مساحة مسجد البيعة في عهد الملك فهد بن عبد العزيز آل سعود 500 مترًا على وجه التقريب، ويبلغ طول الجهة الشمالية 27,90 مترًا، ويبلغ عرض الجهة الشرقية 17 مترًا وهو على شكل مستطيل. وأكثر جدران المسجد ارتفاعًا هو جدار رواق القبلة إذ يبلغ ارتفاعه 7 أمتار تقريبًا وطوله 6,85 مترا. ويبلغ ارتفاع الجدار الشرقي 4م، ويبلغ ارتفاع الجدار الثاني للرواق الذي يغطي المسجد من جهة الشمال والجنوب 3,20 م.

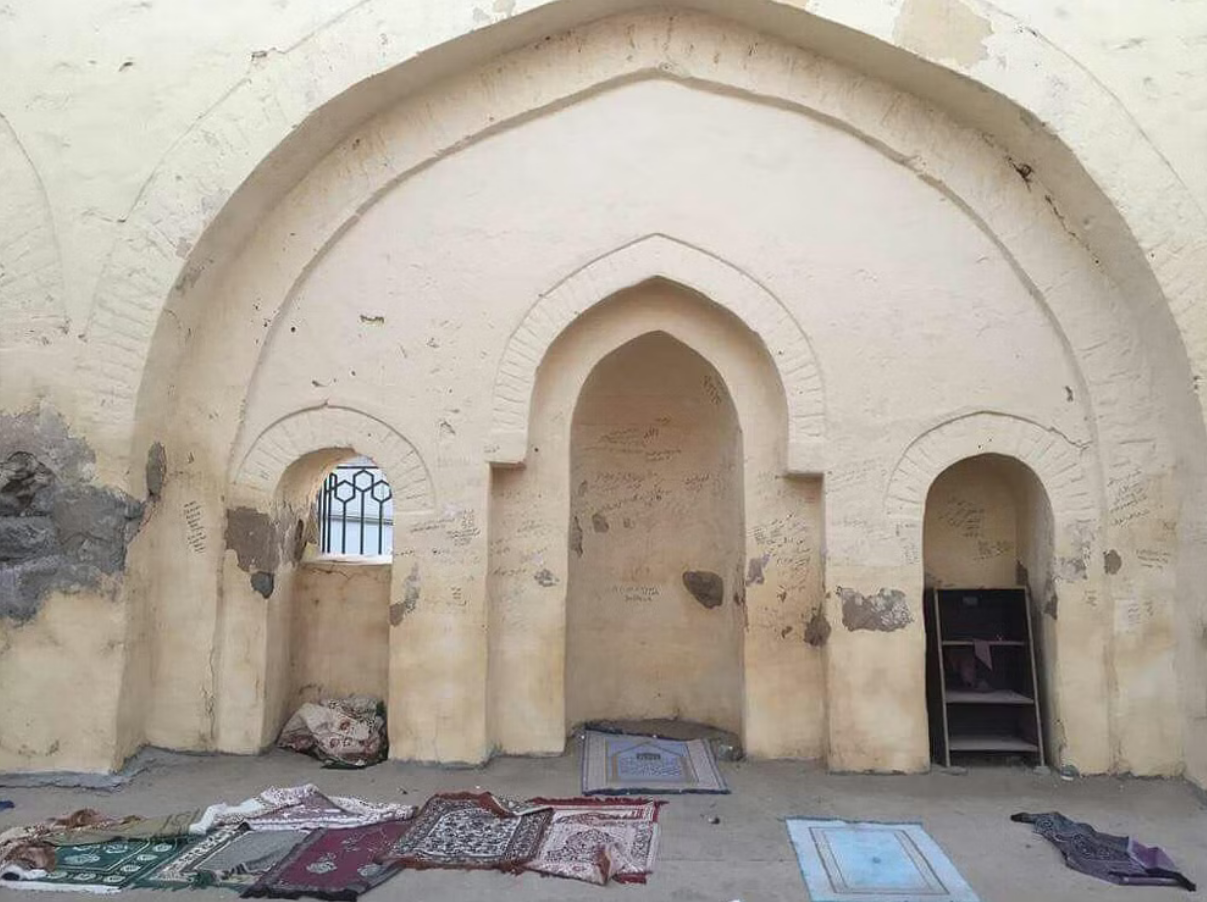
محراب مسجد البيعة

## مشروع محمد بن سلمان لتطوير المساجد التاريخية
ضمن المرحلة الثانية من مشروع محمد بن سلمان لتطوير المساجد التاريخية بدأت أعمال إعادة تأهيل وترميم المسجد، ويمثل المسجد أول المساجد المستهدفة بالتطوير في منطقة مكة المكرمة خلال المرحلة الثانية من المشروع؛ لما يمثله من أهمية تبرز في سيرته الذاتية التي تشكل الطريق الأمثل لفهم خصائصه والأساليب المناسبة لترميمه وتطويره. وكان مسجد البيعة متوارياً عن الأنظار خلف جبل العقبة، حتى ظهر بفعل مشاريع توسعة الجمرات عام 1428هـ، ليصبح جزءاً ظاهراً من معالم وآثار مكة المكرمة والمشاعر المقدسة. وستبقى مساحة المسجد بعد الترميم كما كانت قبله، إذ تقدر بنحو 457.56 م2، فيما ستصل طاقته الاستيعابية لـ68 مصلياً في وقت واحد.

## بيعة العقبة
بني مسجد البيعة في منطقة العقبة بمنى وهو الموقع الذي بايع فيه 12 رجلا من الأنصار (الأوس والخزرج) النبي محمد، وهو وفد من يثرب قدم من أجل مبايعة النبي ومعاهدته على نصرته، تلت هذه البيعة هجرة النبي محمد وصحبه إلى المدينة المنورة بعد أن اشتد أذى كفار قريش على المسلمين في مكة.

## وصلا ت خارجية
- بالصور.. مسجد البيعة.. شاهد على أول بيعة في الإسلام
- مسجد البيعة بمكة المكرمة.. تاريخ يعود إلى سنة 144هـ
- مسجد البيعة الشاهد على تاريخ الفتوحات